# Fugue (хеш-функция)
Fugue — алгоритм хеширования, разработанный Shai Halevi, William E. Hall и Charanjit S. Jutla из IBM для конкурса хеш-функций Национального Института стандартов и технологий в 2009 году, где прошёл во второй раунд. Однако алгоритм не прошёл в третий раунд конкурса из-за недостаточного количества криптографического анализа и неуверенности в криптостойкости.
Для входного сообщения длиной от 1 до 264−1 бит алгоритм генерирует 224, 256, 384 или 512-битное хеш-значение, называемое также дайджестом сообщения. Функции для соответствующих длин выходных данных называются соответственно Fugue-224, Fugue-256, Fugue-384 и Fugue-512. Авторы также описали параметризованную версию алгоритма Fugue. Слабозащищенная версия Fugue-256, работающая в два раза быстрее стандартной версии, также описывается через параметризованную версию.
Авторы утверждают, что большинство существующих атакующих стратегий для хеш-функций основаны на дифференциальном криптоанализе. Fugue был спроектирован таким образом, чтобы уменьшить уязвимость перед такими типами атак. Также по их заверениям алгоритм конкурентоспособен по эффективности с SHA хеш-функциями в программном и прикладном плане, достигая производительности до 36,2 циклов в байт (CPB) на шестом семействе процессоров Intel Xeon 5150, и до 25 циклов в байт (CPB) на процессоре Intel Core 2 T7700. На 45 нанометровом чипе Intel Core 2 T9400 Fugue-256 достигает всего 16 циклов в байт (CPB), используя инструкции SSE 4.1. На процессорах с архитектурой Westmere (32нм), типа Intel Core i5, Fugue-256 рассчитывается со скоростью 14 циклов в байт (CPB).

## Алгоритм

### Основная идея
В основу Fugue положен хеш алгоритм Grindahl, и потому использует S-блоки из AES, однако перестановочная матрица 4x4 заменена 16x16 «супер-перестановочной» («Super-Mix») операцией, значительно улучшая лавинный эффект. При этом «супер-перестановка» («Super-Mix») является лишь чуть более трудозатратной операцией, чем перестановочная стратегия AES.

### Супер-перестановка (Super-Mix)
Fugue-224, Fugue-256 работают с состоянием, которое может быть представлено матрицей беззнаковых байт размера 4x30, тогда как Fugue-384 и Fugue-512 работают с байтовой матрицей 4x36. Из этого состояния операции могут быть выполнены без дополнительной подготовки данных.
В основе алгоритма, известного как «Супер перестановочное преобразование» («Super-Mix transformation»), лежит прием матрицы 4х4 в качестве входных данных и возвращение новой матрицы 4х4. На вход функции передаются просто первые четыре колонки из текущей матрицы (4x30 или 4x36) и полученная новая матрица подставляется вместо использованных входных данных. Таким образом, супер-перестановка затрагивает только первые 4 столбца матрицы состояния.
«Супер-перестановочная» («Super-Mix») функция определяется следующим образом:
{\displaystyle {\text{SuperMix}}(U)={\text{ROL}}\left(M\cdot U+{\begin{pmatrix}\sum _{j\neq 0}U_{j}^{i}&0&0&0\\0&\sum _{j\neq 1}U_{j}^{i}&0&0\\0&0&\sum _{j\neq 2}U_{j}^{i}&0\\0&0&0&\sum _{j\neq 3}U_{j}^{i}\end{pmatrix}}\cdot M^{T}\right)}
где:
{\displaystyle M={\begin{pmatrix}1&4&7&1\\1&1&4&7\\7&1&1&4\\4&7&1&1\end{pmatrix}}};
{\displaystyle U} — это матрица байт размером 4x4 (то есть матрица после S-блочной подстановки);
{\displaystyle M^{T}} — это транспонированная матрица M.
Преобразование {\displaystyle ROL} принимает матрицу 4x4 и сдвигает {\displaystyle i}-тую строку влево на {\displaystyle i} байт, то есть
{\displaystyle {\text{ROL}}(W)_{j}^{i}=W_{j-i{\pmod {4}}}^{i}}
Супер-перестановка является обратимой функцией.

### Хеш-функция F-256
Функция F-256 лежит в основе Fugue-256. F-256 принимает на вход 4-х-байтную строку и 32-х-байтный вектор инициализации (IV256) и выдает на выходе 32 байта хэшированного значения.
Хеш-функция F-256 сохраняет состояние тридцати 4-х-байтных колонок, начиная с инициализационного состояния, полученного из вектора инициализации (IV256). Входящий поток из 4m байт (m≥0) разбивается на m четырёхбайтных слова и отдается по одному слову в функцию круговой трансформации (round transformation) R, которая меняет внутреннее состояние. После всех круговых трансформаций внутреннее состояние отправляется на финальный раунд трансформации G. В итоге 8 колонок состояния возвращаются в качестве результата функции F-256.
Вектор инициализации для F-256:
{\displaystyle {\text{IV256}}={\begin{pmatrix}e9&66&e0&d2&f9&fb&91&34\\52&71&d4&b0&6c&f9&49&f8\\bd&13&f6&b5&62&29&e8&c2\\de&5f&68&94&1d&de&99&48\end{pmatrix}}}

#### Круговая трансформация (round transformation) R
Круговая трансформация R принимает на вход 30 колонок состояния S и одно 4-х-байтное слово I и возвращает новое состояние из 30 колонок. Трансформация R состоит из следующих шагов:
TIX(I);ROR3;CMIX;SuperMix;ROR3;CMIX;SuperMix;
где:
TIX(I) — это «уменьшение для XOR», «очистка» (Truncate), «вставка» (Insert), «исключающее или» (XOR), состоит из следующих шагов:
```
S10 += S0;
S0 = I;
S8 += S0;
S1 += S24.

```

ROR3 — это просто сдвиг состояния на 3 колонки вправо,
CMIX — это смешивание колонок (Column MIX), состоит из следующих шагов:
```
S0 += S4; S1 += S5; S2 += S6;
S15 += S4; S16 += S5; S17 += S6;

```

SuperMix (или SMIX) — это «супер-перестановка» («Super-Mix»)

#### Финальный раунд трансформации G
Финальный раунд трансформации G принимает на вход 30 колонок состояния S и возвращает финальное состояние из 30 колонок. Вот, как это выглядит:
```
Повторяется 5 раз
   {
      ROR3;CMIX; SMIX
      ROR3;CMIX; SMIX
   }
Повторяется 13 раз
   {
      S4 += S0; S15 += S0;ROR15; SMIX;
      S4 += S0; S16 += S0;ROR14; SMIX;
   }
S4 += S0; S15 += S0;

```

#### Реализация хеш-алгоритма F-256 в псевдокоде
Ниже приведена реализация хеш-алгоритма F-256 в псевдокоде, все обозначения указаны выше:
```
for j = 0..21, set Sj = 0;
for j = 0..7, set S(22+j) = IVj .
for i = 1..m
{ 
   TIX(Pi);
   Повторяется 2 раза 
   {
       ROR3;CMIX; SMIX; 
   }
}
Повторяется 10 раз 
   {
      ROR3;CMIX; SMIX; 
   }
Повторяется 13 раз 
   { 
      S4 += S0; S15 += S0;ROR15; SMIX;
      S4 += S0; S16 += S0;ROR14; SMIX;
   }
S4 += S0; S15 += S0;
Возвращается: S1 S2 S3 S4 S15 S16 S17 S18.

```

После финального раунда G, возвращаются следующие колонки: S1 S2 S3 S4 S15 S16 S17 S18, то есть, если финальное состояние выглядит следующим образом:
{\displaystyle {\begin{pmatrix}00&04&08&0c&10\\01&05&09&0d&11\\02&06&0a&0e&12&...\\03&07&0b&0f&13\end{pmatrix}}},
то первыми 16-ю байтами выхода будут: 04 05 06 07 08 09 … 12 13

### Fugue-224
Алгоритм Fugue-224 практически ничем не отличается от Fugue-256. Результатом функции F-224 являются байты S1…4S15…17 вместо S1…4S15…18 у Fugue-256, а также отличается вектор инициализации (IV224):
{\displaystyle {\text{IV224}}={\begin{pmatrix}f4&62&ee&e0&a1&9a&bd\\c9&86&39&74&12&43&8d\\12&f7&e0&e3&7c&d2&67\\0d&57&1c&cb&62&15&9a\end{pmatrix}}}

### Fugue-384

#### Отличия Fugue-384 от Fugue-256
Алгоритм Fugue-384 практически ничем не отличается от Fugue-256. В этом алгоритме переопределены функции TIX(I) и CMIX, а также используется другой вектор инициализации (IV384) и несколько другой порядок операций в F-384 и возвращается хеш значение длиной 48 байт.

#### Реализация хеш-алгоритма F-384 в псевдокоде
Ниже приведена реализация хеш-алгоритма F-384 в псевдокоде:
```
For j = 0..23, set Sj = 0;
For j = 0..11, set S(24+j) = IVj .
For i = 1..m
   { 
      TIX(Pi);
      Повторяется 3 раза: 
         {
            ROR3;CMIX; SMIX; 
         }
   }
Повторяется 18 раз : 
   {
      ROR3;CMIX; SMIX; 
   }
Повторяется 13 раз :
   {
      S4+ = S0; S12+ = S0; S24+ = S0; ROR12; SMIX;
      S4+ = S0; S13+ = S0; S24+ = S0; ROR12; SMIX;
      S4+ = S0; S13+ = S0; S25+ = S0; ROR11; SMIX;
   }
S4+ = S0; S12+ = S0; S24+ = S0;
Возвращается: S1..4 S12..15 S24..27.

```

где:
TIX(I) — это «уменьшение для XOR», «очистка» (Truncate), «вставка» (Insert), «исключающее или» (XOR), состоит из следующих шагов:
```
S16 += S0;
S0 = I;
S8 += S0;
S1 += S27; S4 += S30;

```

CMIX — это смешивание колонок (Column MIX), состоит из следующих шагов:
```
S0 += S4; S1 += S5; S2 += S6;
S18 += S4; S19 += S5; S20 += S6;

```

### Fugue-512

#### Отличия Fugue-512 от Fugue-256
Алгоритм Fugue-512, как и Fugue-384, практически ничем не отличается от Fugue-256. В этом алгоритме также переопределены функции TIX(I) и CMIX и используется другой вектор инициализации (IV512) и несколько другой порядок операций в F-512. Fugue-512 возвращает хеш значение длиной 64 байт.

#### Реализация хеш-алгоритма F-512 в псевдокоде
Ниже приведена реализация хеш-алгоритма F-512 в псевдокоде:
```
For j = 0..19, set Sj = 0;
For j = 0..15, set S(20+j) = IVj .
For i = 1..m
   { 
      TIX(Pi);
      Повторяется 4 раза : 
         {
            ROR3;CMIX; SMIX; 
         }
   }
Повторяется 32 раза : 
   {
      ROR3;CMIX; SMIX; 
   }
Повторяется 13 раз :
   {
      S4+ = S0; S9 + = S0; S18+ = S0; S27+ = S0; ROR9; SMIX;
      S4+ = S0; S10+ = S0; S18+ = S0; S27+ = S0; ROR9; SMIX;
      S4+ = S0; S10+ = S0; S19+ = S0; S27+ = S0; ROR9; SMIX;
      S4+ = S0; S10+ = S0; S19+ = S0; S28+ = S0; ROR8; SMIX;
   }
S4+ = S0; S9+ = S0; S18+ = S0; S27+ = S0;
Возвращается: S1..4 S9..12 S18..21 S27..30

```

где:
TIX(I) состоит из следующих шагов:
```
S22 += S0;
S0 = I;
S8 += S0;
S1 += S24; S4 += S27; S7 += S30;

```

CMIX(Column MIX) состоит из следующих шагов:
```
S0 += S4; S1 += S5; S2 += S6;
S18 += S4; S19 += S5; S20 += S6;

```

## Разновидности Fugue-256

### «Псевдо-случайная» хеш-функция PR-Fugue-256
PR-Fugue-256 принимает на вход двоичные данные от 0 до 264−1 бит, а также 32-х-байтный ключ. Этот ключ по сути используется в качестве вектора инициализации вместо фиксированного IV256, что является единственным отличием от Fugue-256.

### «Сжатая» функция C-Fugue-256
C-Fugue-256 определена для обратной совместимости для приложений, которые должны использовать сжатие структурой Меркла — Дамгарда. Разработчики утверждают, что такое использование Fugue не является оптимальным с точки зрения производительности и безопасности, но оно позволяет использовать Fugue в приложениях, которым это нужно.

### HMAC-Fugue-256
Fugue-256 может заменить собой SHA-256 во многих режимах работы, включая HMAC, без использования обратно совместимой функции C-Fugue-256.
Например, HMAC-Fugue-256 принимает на вход данные X и ключ K и вычисляет:
{\displaystyle {\text{HMAC-Fugue-256}}(K,X)={\text{Fugue-256}}(K\oplus {\text{opad }}|{\text{ Fugue-256}}(K\oplus {\text{ipad }}|{\text{ }}X))}

## Быстродействие
Независимые тесты производительности алгоритма Fugue, проведенные с помощью бенчмарка eBASH, показали следующие результаты (скорость указана в циклах на байт (cpb)):
| Процессор | Core i5   | Core 2 (45 nm) | Core 2 (65 nm) |
| --------- | --------- | -------------- | -------------- |
| Fugue 2.0 | 12.81 cpb | 15.31 cpb      | 15.35 cpb      |
| Fugue-256 | 16.75 cpb | 18.42 cpb      | 21.41 cpb      |
| Fugue-512 | 46.20 cpb | 56.91 cpb      | 56.82 cpb      |

Функция Fugue обладает частично параллельной архитектурой, что позволяет создавать эффективные реализации алгоритма. Часть инструкций доступна на многих широко-известных архитектурах (x86, PowerPC, ARM).
Что касается требований, предъявляемых к RAM, хеш-функции Fugue необходимо достаточно много памяти для хранения внутреннего состояния.

## Fugue 2.0
Fugue 2.0 — расширение оригинального хеш-алгоритма Fugue, подготовленное авторами для второго раунда конкурса SHA-3, которое работает в два раза быстрее для 256-битного хеша. Дизайнеры доказали улучшенную защиту от атак дифференциального криптоанализа в новой версии.